# Matinicus
Matinicus je ostrov a zároveň na něm ležící obec ve Knox County, ve státě Maine, USA. Populaci tvořilo v roce 2007 44 obyvatel, žijících na ploše 4,1 km². Svůj význam má díky bohatým rybolovným vodám.
Ostrov se nalézá u pobřeží státu Maine, jako nejodlehlejší z ostrovů, na vnějším okraji zátoky Penobscot[zdroj?]. Leží přibližně 22 km od přístavu Rockland. 
Počasí na Matinicu je těžko předvídatelné. Vzácné nejsou několikadenní větrné poryvy o síle hurikánu a období mlh, trvající od června do října. Typické je extrémní počasí, zvláště zimní bouře. Zvlášť ničivá proběhla v roce 1978. 

## Konflikt
Matinicus je často zmiňován s odkazem na násilné spory mezi rybáři. Noviny Rockland Courier Gazette zmínily, že všichni rybáři na ostrovech jsou ozbrojeni nabitými puškami a že 13. června 2006 vystřelil jeden rybář na další dva poté, co obeplouvali jeho a synovu loď.

## Maják Matinicus Rock
Přibližně 8 km od ostrova leží v moři skála, na které byl v roce 1827 postaven maják, přesněji řečeno dvě identické věže rozsvícené v roce 1846. V současnosti je aktivní pouze jižní z majáků (charakteristika jeho světla: bílý záblesk každých 10 s). Stavitel Alexander Parris vyprojektoval obě 12 metrů vysoké věže ze žuly. Kromě obou věží na ostrovní skále stojí také dům pro strážce, který zde žil ze svou rodinou.
Maják je známý díky rodině strážce Samuela Burgesse, který se v lednu roku 1856 vydal člunem pro zásoby. Na ostrově zanechal svoji nejstarší dceru Abbie spolu s mladšími dcerami a nemocnou manželkou. Za jeho nepřítomnosti byl ostrov sužován velkou bouří, která zatopila velkou část ostrova. Voda natekla i do strážcova domu a Abbie evakuovala všechny své rodinné příslušníky do severní věže. Sama pak ještě zachránila slepice a o několik chvil později přišla velká vlna, která smetla dům i s kurníkem. Rodina Burgessová zůstala v majáku uvězněna následující čtyři týdny než se počasí uklidnilo a strážce se mohl vrátit na ostrov. Všichni přežili ve zdraví. 
Když o pět let později byli na maják přiděleni noví strážci John Grant a jeho syn Isaac, Abbie zůstala na skále, aby nové strážce zaučila. Mezi ní a Isaacem se zrodil milostný vztah, který vedl ke svatbě. Abbie tak ostrůvek nikdy neopustila a spolu s manželem a jejich čtyřmi dětmi zde žila až do své smrti roku 1892.
V roce 1988 byl maják zapsán na seznam historických památek USA.